# گاندورینو
گاندورینو (به لاتین: Gandurino) یک منطقهٔ مسکونی در روسیه است که در استان آستراخان واقع شده‌است.